# Freiburger Voralpen

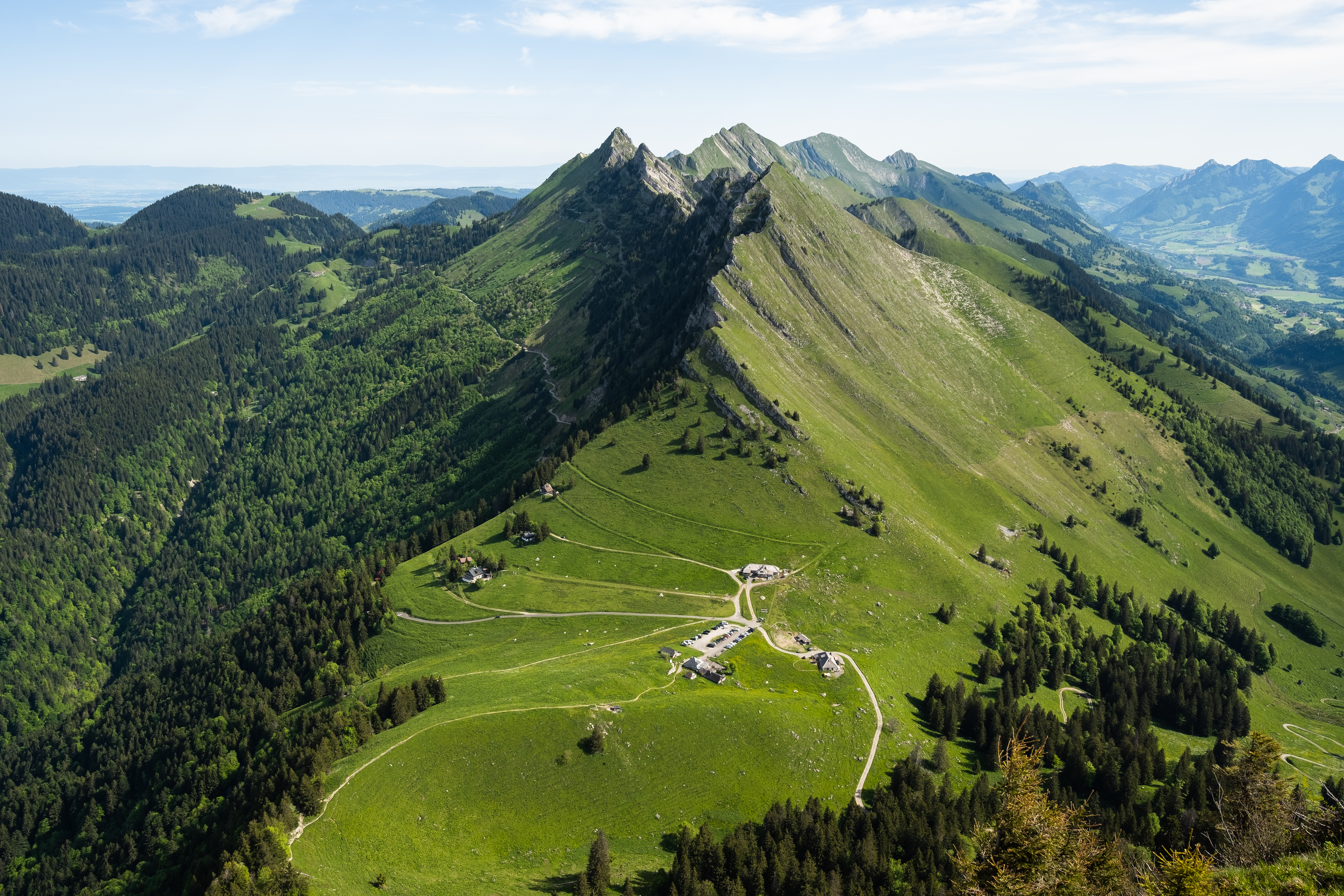
Col de Jaman. Blick zu Cape au Moine und Vanil des Artses

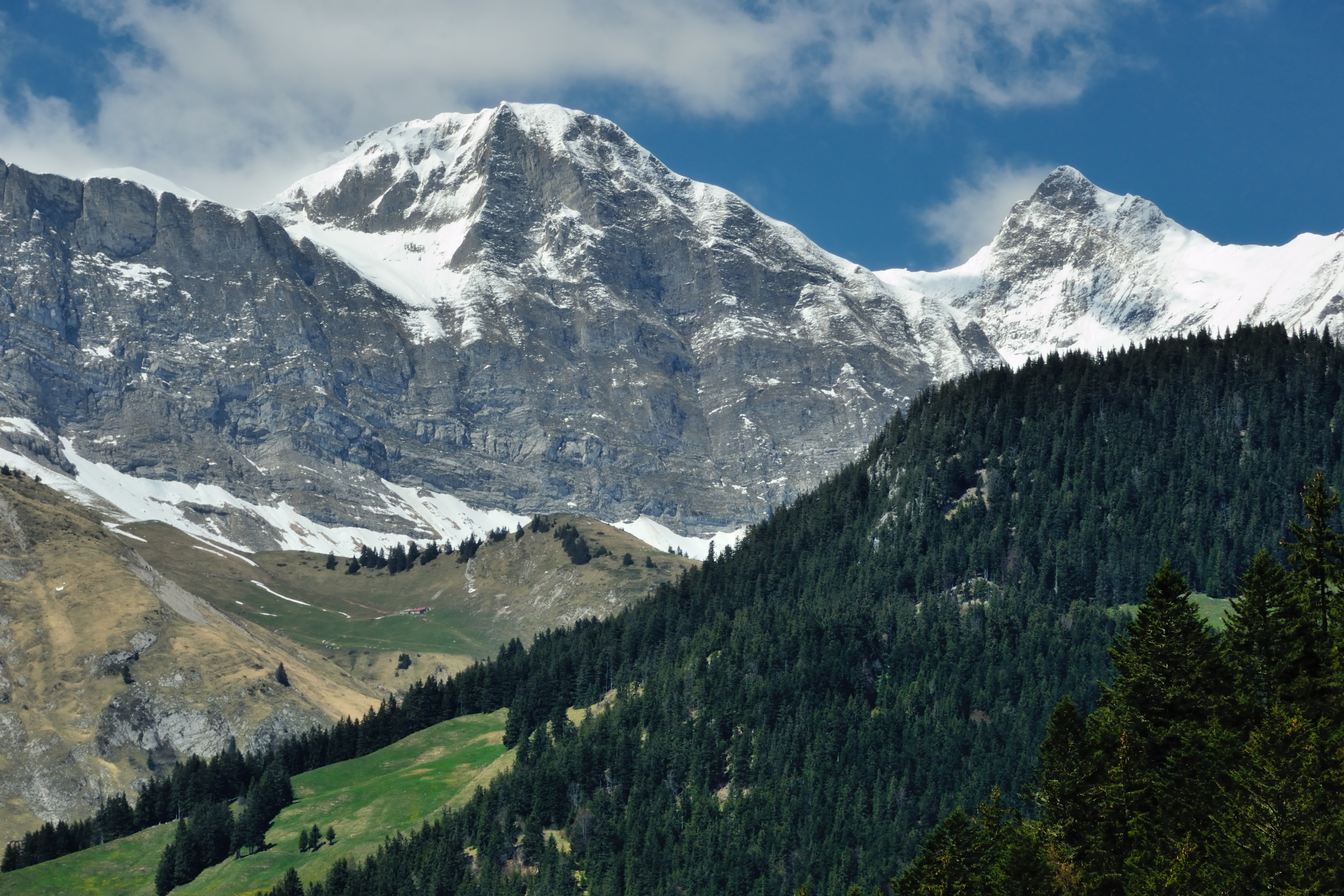
Sur Combe Vanil de l'Écrit (links) und Vanil Noir (rechts)

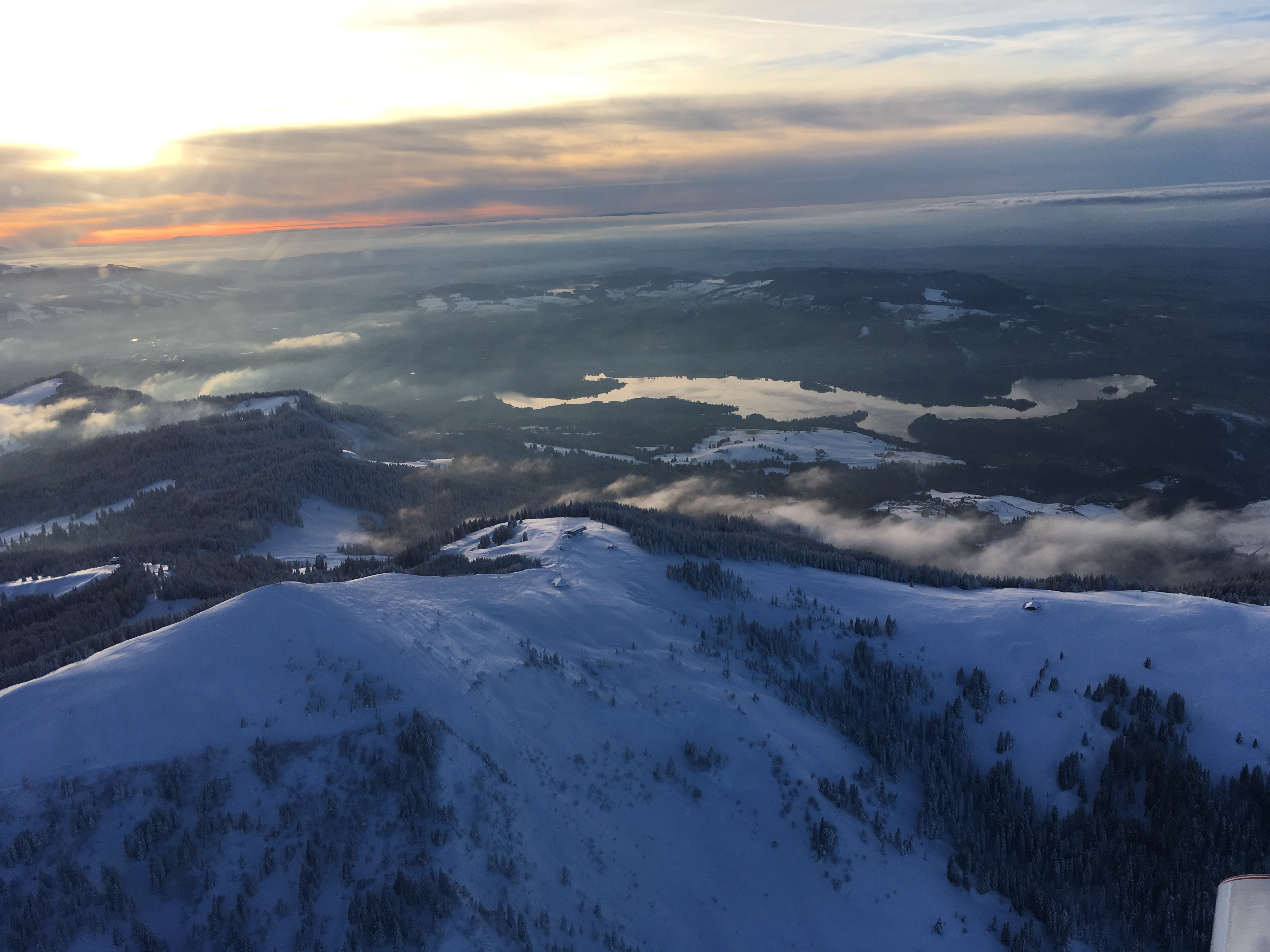
Flug über die Berra mit Lac de la Gruyère im Hintergrund

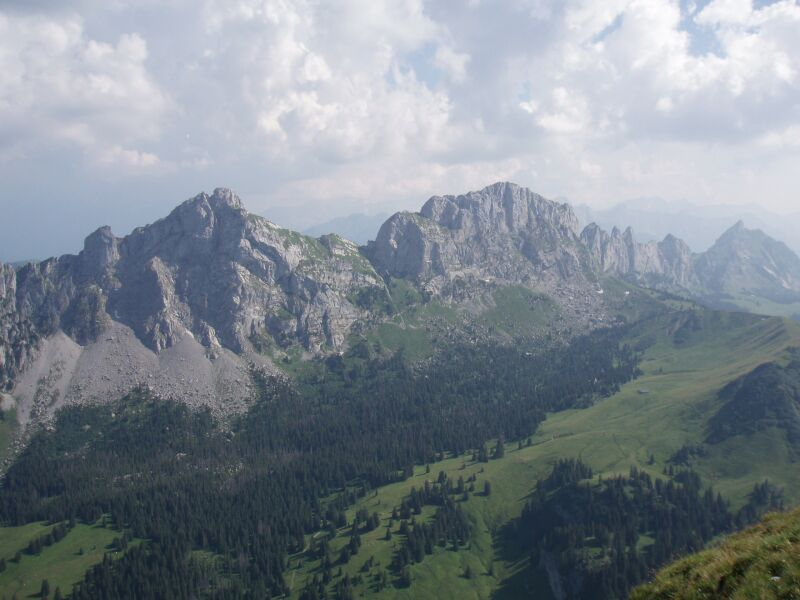
Dent de Ruth (links) und
Dent de Savigny (rechts)

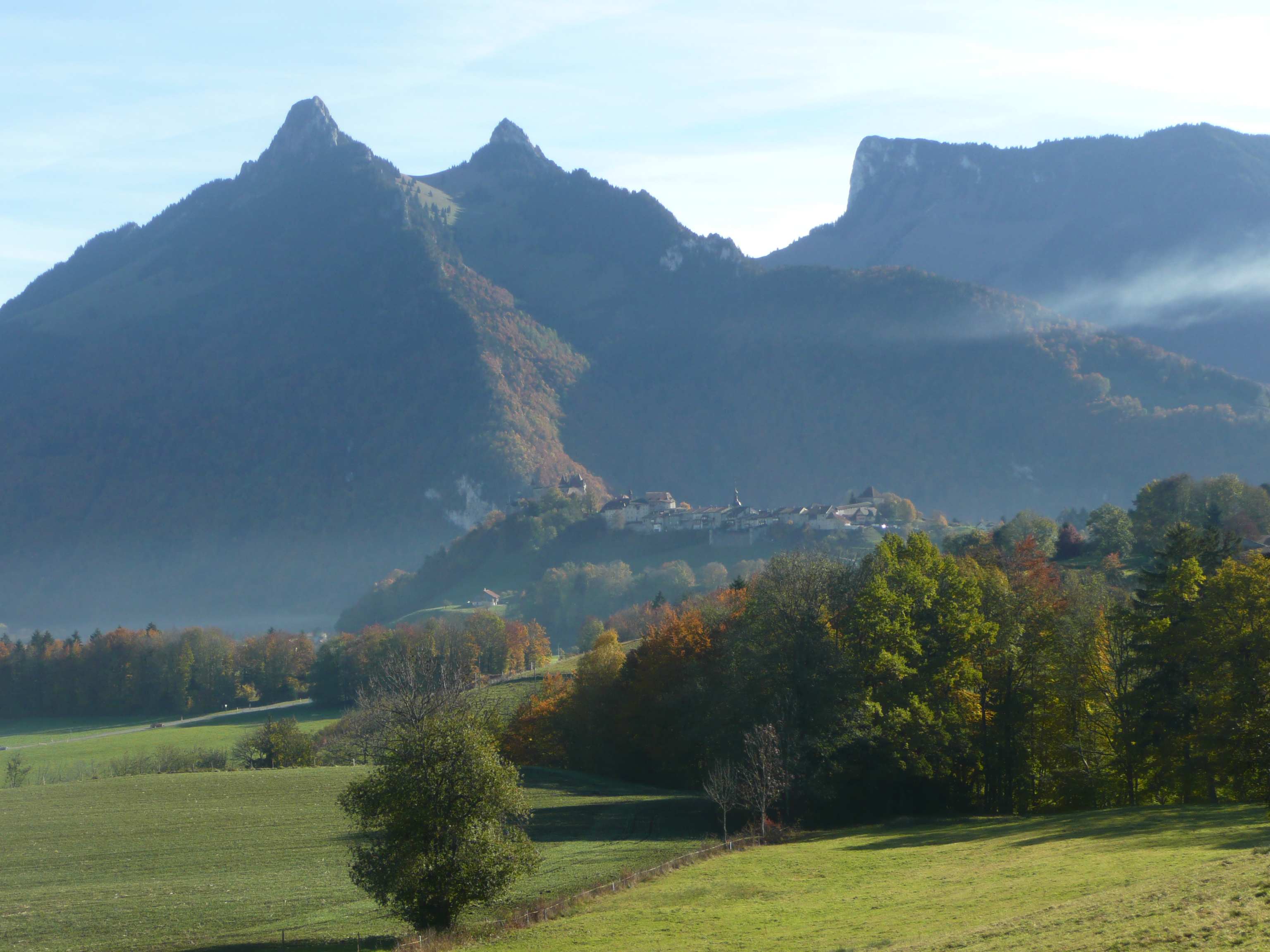
Château de Gruyères mit (von links) Dent de Broc, Dent du Chamois und Dent du Bourgo

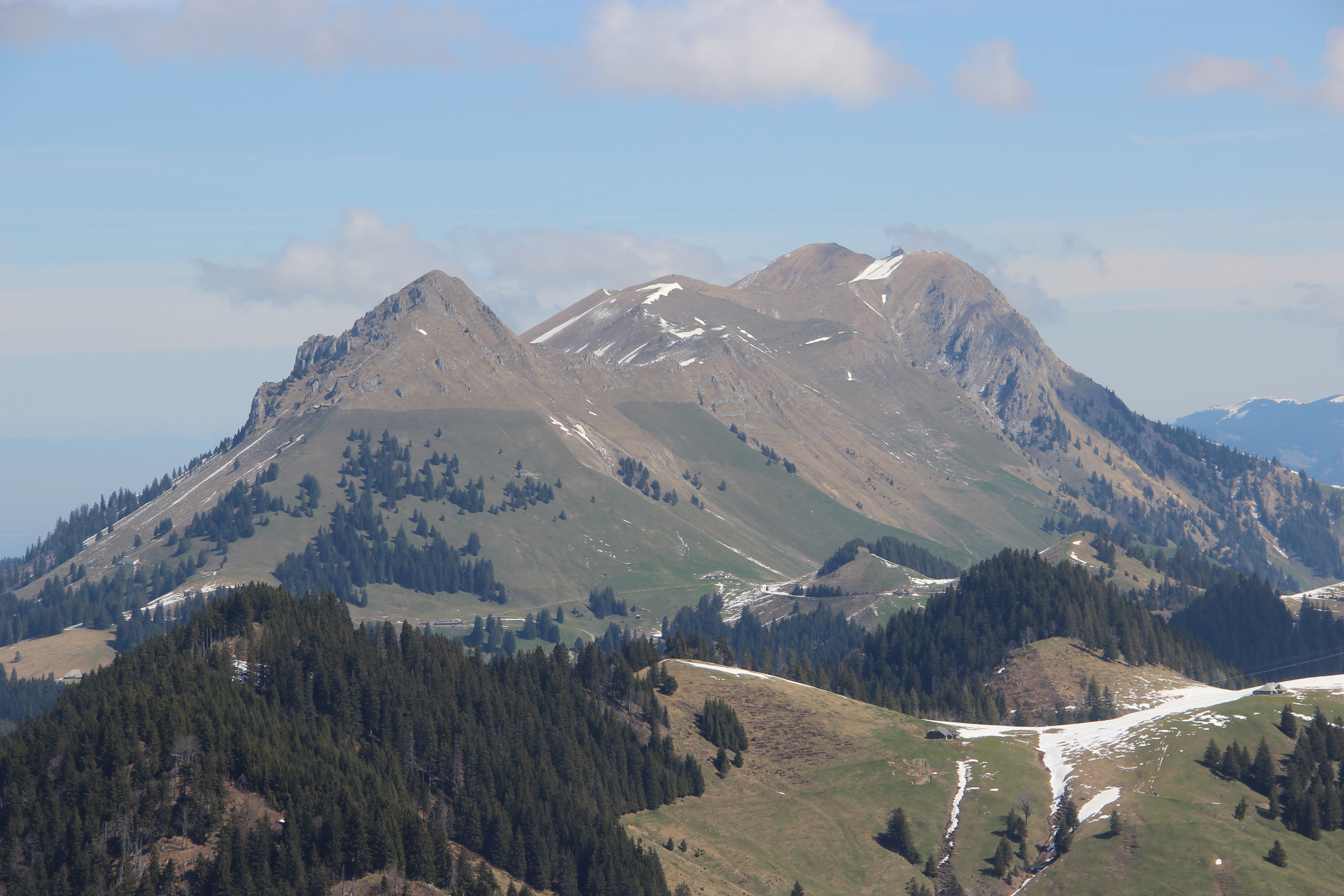
Teysachaux and Le Moléson, gesehen vom Le Molard

Die Freiburger Voralpen (französisch Préalpes Fribourgeoises) sind ein Teil der Schweizer Voralpen. Sie befinden sich in der Westschweiz in den Kantonen Freiburg, Bern und Waadt. Der Vanil Noir (2389 m ü. M.) ist die höchste Erhebung der Freiburger Voralpen und des Kantons Freiburg. Weitere bekannte Gipfel sind die Gastlosenkette, die Kaiseregg, der Schopfenspitz (Gross Brun), der Moléson und die Berra. Die meisten Gipfel sind zwischen 1600 und 2200 Meter hoch.

Die Freiburger Voralpen werden auch zu den Berner Voralpen gerechnet, den nördlich der Hinteren Gasse liegenden Vorbergen der Berner Alpen. Nach der Gliederung des Schweizer Alpen-Clubs bilden sie eine eigene Gruppe, beschrieben im Alpinführer Préalpes fribourgeoises. Auch der Bergverlag Rother führt sie, unter Nr. 74, eigenständig. Nach dem Vorschlag einer Einteilung unter der Abkürzung SOIUSA aus dem Jahr 2005 gehören sie als Obergruppe 14.I.B zum Unterabschnitt 14.I. der Waadtländer und Freiburger Voralpen.

## Abgrenzung (nach SOIUSA)
Sie grenzen:
- im Norden und Westen an das Mittelland, begrenzt durch (von Nordost nach Südwest) Kalte Sense, Ärgera, Lac de la Gruyère, Sionge und Veveyse
- im Südwesten an den Genfersee
- im Süden an die Waadtländer Voralpen, begrenzt durch (von West nach Ost) den Col de Jaman,  den Hongrin und die Saane
- im Osten an die Berner Voralpen, getrennt durch (von Süd nach Nord) Saanenmöser, Kleine Simme, Simme, Chänelpass und Muscheren Sense

## Die Gipfel der Freiburger Voralpen mit einer Schartenhöhe über 120m
Die Zweitausender
- Vanil Noir, 2389 m (Sh: 1115 m)
- Sur Combe Vanil de l'Écrit, 2376 m (Sh: 137 m)
- Pointe de Paray, 2375 m (Sh: 140 m); im Grat nach Südwesten folgen Gros Perré (2208 m; Sh: ca. 95 m), Vanil Carré (2195 m), Pra de Cray (2197 m; Sh: ca. 115 m) und Pointe de Cray (2070 m; Sh: 98 m).
- Dent de Brenleire, 2354 m (Sh: 275 m)
- Dent de Folliéran, 2340 m (Sh: 226 m)
- Dent de Savigny, 2252 m (Sh: 848 m)
- Schafberg, 2239 m (Sh: 731 m)
- Dent de Ruth, 2236 m (Sh: ca. 180 m)
- Kaiseregg, 2185 m (Sh: 190 m)
- Widdergalm, 2174 m (Sh: ca. 150 m)
- Stieregrat, 2160 m (Sh: ca. 135 m); östlich der Kaiseregg gelegen.
- Hochmatt, 2152 m (Sh: 429 m); bildet mit dem Cheval Blanc (2147 m; Sh: ca. 65 m) einen Doppelgipfel.
- Tsermon, 2139 m (Sh: 144 m)
- Wandflue, 2134 m (Sh: ca. 180 m)
- Sattelspitzen (Rüdigenspitze), 2124 m (Sh: 209 m)
- Schafharnisch, 2110 m (Sh: 284 m)
- Schopfenspitz (Gross Brun), 2104 m (Sh: 537 m)
- Chörblispitz, 2103 m (Sh: 176 m)
- Vanil d’Arpille (Maischüpfenspitz) (2085 m; Sh: 235 m); der markante Nordgipfel Très Petit Brun ist 1992 m hoch (Sh 51 m).
- Dent de Combette, 2082 m (Sh: 243 m)
- Combiflue, 2055 m (Sh: 127 m); zwischen Chörblispitz und Schopfenspitz gelegen.
- Hundsrügg, 2047 m (Sh: 413 m)
- Haute Combe, 2039 m (Sh ca. 129 m); südlich der Dent de Savigny gelegen.
- Dent de Lys, 2014 m (Sh: 502 m)
- Bäderhore, 2009 m (Sh: 405 m)
- Moléson, 2002 m (Sh: 509 m)

Weitere Gipfel
- Gastlosen (Marchzähne), 1995 m (Sh: 171 m)
- Vanil des Artses, 1992 m (Sh: 290 m)
- Trimlehore, 1982 m (Sh: 181 m); südöstlich der Widdergalm gelegen.
- Wyssi Flue, 1966 m (Sh: 157 m); nördlich der Widdergalm gelegen.
- Le Van, 1965 m (Sh: 173 m); bildet mit Les Merlas (1907 m; Sh: 61 m) einen Doppelgipfel.
- Schneitgrat, 1961 m (Sh: 172 m); südwestlich des Hundsrügg gelegen.
- Cape au Moine,  1941 m (Sh: 150 m)
- Dent du Bourgo, 1909 m (Sh: 175 m)
- Teysachaux, 1909 m (Sh: ca. 135 m); südwestlich des Moléson gelegen.
- Hugeligrat, 1899 m (Sh: 130 m); nördlich des Ortes Saanen gelegen. Weiter nördlich liegt der Planihubel (1879 m; Sh: 68 m).
- Mittagflue, 1887 m (Sh: 132 m); südöstlich des Trimlehore gelegen.
- Les Millets, 1886 m (Sh: ca. 130 m); nordwestlich des Pra de Cray gelegen.
- Plan de Tissiniva, 1885 m (Sh: 133 m); nördlich der Dent de Brenleire gelegen.
- Les Rodomonts, 1878 m (Sh: 218 m); nordöstlich des Ortes Rougemont gelegen. Nördlich liegt der Rodomont Derrière (1857 m; Sh: ca. 120 m).
- Dent du Chamois, 1839 m (Sh: 293 m); bildet mit dem Ostgipfel (1831 m; Sh: ca. 30 m) einen Doppelgipfel.
- Dent de Broc, 1829 m (Sh: 161 m)
- Oberrügg, 1813 m (Sh: ca. 155 m); nordwestlich der Sattelspitzen (Gastlosen) gelegen.
- Hohmattli, 1794 m (Sh: 159 m); nördlich der Kaiseregg gelegen.
- Le Molard, 1752 m (Sh: 175 m). Südwestlich liegt der Gipfel Le Folly (1730 m; Sh: 110 m).
- Nüwerad, 1751 m (Sh: 134 m); südwestlich des Ortes Zweisimmen gelegen.
- Berra, 1719 m (Sh: 307 m); besitzt einen ausgeprägten Ostgipfel (1688 m; Sh: ca. 45 m).
- La Cuâ, 1713 m (Sh: ca. 135 m); westlich des Sur Combe Vanil de l'Écrit gelegen.
- La Vudalla, 1679 m (Sh: 150 m); der Nordostgipfel ist 1669 m hoch (Sh: ca. 55 m). Östlich des Moléson gelegen.
- La Laitemaire, 1678 m (Sh: 283 m); nordöstlich des Ortes Château-d’Oex gelegen.
- Schwyberg, 1645 m (Sh: 187 m); bildet mit dem Fuchses Schwyberg (1628 m; Sh: 112 m) einen Doppelgipfel.
- Gros Haut Crêt, 1644 m (Sh: ca. 300 m); Nordwestgipfel: 1640 m (Sh: 84 m). Südöstlich des Ortes Charmey gelegen.
- Entre deux Dents, 1618 m (Sh: ca. 240 m); südöstlich des Moléson gelegen.
- La Patta, 1616 m (Sh: 129 m); auf dem Kamm vom Fuchses Schwyberg zur Berra gelegen.
- Ättenberg, 1615 m (Sh: 147 m); nördlich der Hohmattli (1794 m) gelegen.
- Le Vanil Blanc, 1572 m (Sh: 121 m); östlich des Moléson gelegen.
- Le Vanil des Cours, 1562 m (Sh: ca. 300 m); südwestlich der Berra und nordwestlich des Ortes Charmey gelegen.
- Niremont, 1514 m (Sh: ca. 290 m); westlich des Moléson gelegen.
- Corbetta, 1401 m (Sh: 205 m); westlich des Dent de Lys gelegen.
- Les Pléiades, 1397 m (Sh: 243 m)

Anmerkung: «Schartenhöhe» wird mit Sh abgekürzt.

## Naturschutz und Tourismus
Die Freiburger Voralpen sind überwiegend Bestandteil des Parc naturel régional Gruyère Pays-d’Enhaut. Lediglich die westlichen, nördlichen und östlichen Randbereiche liegen ausserhalb des Naturparks.
Die Freiburger Voralpen gelten als Schneeschuhparadies, da sie im Winter schneesicher sind. Es gibt auch einige kleine Skistationen, beispielsweise am Moléson oder beim Schwarzsee.